# MAVEN
MAVEN (Mars Atmospheric and Volatile EvolutioN) je NASA-ina svemirska letjelica, čije je lansiranje uspješno izvedeno 18. studenog 2013. Primarni cilj misije je ulazak u orbitu Marsa i istraživanje njegove atmosfere. Opremljena je instrumentima koji će pomoći u razumijevanju zašto je Mars izgubio većinu svoje atmosfere i vode, čineći planet nepristupačnim za život.
22. rujna 2014. MAVEN je stigao do Marsa i ubačen je u areocentričnu eliptičnu orbitu na 6.200 km sa 150 km iznad površine planeta.
5. studenog 2015. NASA je objavila da MAVEN-ovi podaci pokazuju da se propadanje Marsove atmosfere značajno povećava tijekom solarnih oluja. Magnetsko polje koje solarne oluje nose prema Marsu mogu generirati električno polje, slično kao što na Zemlji turbine generiraju struju. Ovo električno polje ubrzava ione u gornjoj Marsovoj atmosferi te ih izbacuje u svemir. Taj gubitak atmosfere u svemir vjerojatno je igrao ključnu ulogu u Marsovom postupnom prelasku iz atmosfere kojom je dominirao ugljični dioksid - koja je Mars održavala relativno toplim i omogućila planetu da podržava tekuću površinsku vodu, oceane i život u njima - na hladan, suh planet kakvog danas viđamo. Taj se pomak dogodio između otprilike 4,2 i 3,7 milijardi godina.

## Povijest
Misiju je pokrenuo NASA-in Mars Scout Program koji je, iako je obustavljen 2010. godine, donio Phoenix, MAVEN i brojne studije o misijama. Misije programa Mars Scout ciljaju troškove manje od 485 milijuna USD, ne uključujući usluge lansiranja, koje koštaju otprilike 187 milijuna USD. Ukupni projekt košta do 671 milijuna dolara.
15. rujna 2008., NASA je objavila da je odabrala MAVEN za misiju Mars Scout 2013. Postojao je još jedan finalist i osam drugih prijedloga koji su se natjecali protiv MAVEN-a. Naziv je namjerna upotreba riječi maven, "osoba koja ima posebna znanja ili iskustva; stručnjak".
2. kolovoza 2013., svemirska letjelica MAVEN stigla je u svemirski centar Kennedy na Floridi kako bi započela pripreme za lansiranje. NASA je zakazala lansiranje MAVEN-a iz zrakoplovne postaje Cape Canaveral za 18. studenoga 2013., pomoću rakete Atlas V 401.
Dne 1. listopada 2013., samo sedam tjedana prije lansiranja, vladino zatvaranje uzrokovalo je obustavu rada na dva dana i u početku prijetilo prisiljavanjem na 26-mjesečnu odgodu misije. Budući da bi svemirska letjelica trebao nominalno biti lansiran 18. studenog, kašnjenje nakon 7. prosinca uzrokovalo bi da MAVEN propusti lansirni prozor jer se Mars previše udaljavao od poravnanja sa Zemljom. No, dva dana kasnije objavljeno je javno priopćenje kako je NASA smatrala da je lansiranje MAVEN-a 2013. toliko bitno za osiguravanje buduće komunikacije s trenutnim NASA-inim sredstvima na Marsu - roverima Opportunity i Curiosity - da je hitno financiranje ovlašteno za ponovno pokretanje obrade svemirskih letjelica u pripremi za pravovremeno lansiranje.
22. rujna 2014., oko 2:24 UTC, svemirska letjelica MAVEN ušla je u orbitu oko Marsa, obavivši međuplanetarno putovanje u trajanju od 10 mjeseci i 71 milijuna km.

## Znanstveni instrumenti
- Solar Wind Electron Analyzer (SWEA) – mjeri sunčev vjetar i elektrone ionosfere
- Solar Wind Ion Analyzer (SWIA) – mjeri solarni vjetar te gustoću i brzinu iona u magnetopauzi
- SupraThermal And Thermal Ion Composition (STATIC) – mjeri toplinske ione do umjereno-energetskih bježećih iona
- Solar Energetic Particle (SEP) – određuje utjecaj SEP-a na gornju atmosferu
- Imaging Ultraviolet Spectrometer (IUVS) – mjeri globalne karakteristike gornje atmosfere i ionosfere
- Langmuir Probe and Waves (LPW) – određuje svojstva ionosfere i valno zagrijavanje bježećih iona i ulazak ekstremno ultraljubičaste radijacije (EUV) u atmosferu
- Magnetometar (MAG) – mjeri interplanetarni solarni vjetar i magnetska polja ionosfere[21]
- Neutral Gas and Ion Mass Spectrometer (NGIMS) – mjeri sastav i izotope neutralnih plinova i iona

## Status
Orbiter je u Marsovoj orbiti i operativan. Faza puštanja u rad trajala je do prvog tjedna studenog 2014. (šest tjedana), a zatim je započela znanstvena faza misije. U lipnju 2015., znanstvena faza produžena je do rujna 2016. MAVEN nosi dovoljno goriva da svoju znanstvenu misiju produži na dodatne dvije godine, a zatim da još šest godina djeluje kao telekomunikacijska orbita na višoj, kružnijoj orbiti.
U ožujku 2017. MAVEN-ova orbita je morala biti malo promijenjena jer je postojala velika vjerojatnost sudara s Fobosom u roku od tjedan dana. Budući da Mars Reconnaissance Orbiter (MRO) počinje propadati, a razvoj Mars Next Orbitera za komunikacijski relej je odgođen za kraj 2020-ih, NASA kreće naprijed s planovima za promjenu orbite MAVEN-a da bi ona poslužila kao komunikacijski relej. Bit će spušten na visinu od 4,000–4,500 kilometara, gdje može poslužiti kao relej dok nastavlja svoju znanstvenu misiju.

## Rezultati
Podaci iz orbitera MAVEN objavljeni 2015. godine potvrdili su da je sunčev vjetar odgovoran za eroziju Marsove atmosfere tijekom godina, budući da je zaštitni učinak globalnog magnetskog polja izgubljen kako se unutarnji dinamo planeta hladi.
Mars gubi vodu u svojoj tankoj atmosferi isparavanjem. Tamo solarno zračenje može podijeliti molekule vode na njihove komponente, vodik i kisik. Vodik se kao najlakši element teži da se dostigne do najviše razine Marsove atmosfere, gdje ga nekoliko procesa može odnijeti u svemir, da bi zauvijek bio izgubljen. Smatralo se da se ovaj gubitak odvija prilično konstantnom brzinom, ali MAVEN-ovo opažanje Marsovog atmosferskog vodika kroz cijelu marsovsku godinu (gotovo dvije zemaljske godine) pokazuje da je stopa bijega najviša kada ga Marsova orbita dovede najbliže Suncu, a samo jedna desetina pobjegne kad je najdalje.
- Mars - erodirajuća atmosfera - ugljik, kisik, vodik (MAVEN; UV; 14. listopada 2014.).

U rujnu 2017. NASA je izvijestila da su razine zračenja na Marsovoj površini privremeno udvostručene, a povezane su s aurorom 25 puta svjetlijom od bilo koje promatrane ranije, zbog masovne i neočekivane solarne oluje sredinom mjeseca.